# علی الشمالی
علی الشمالی (عربی: علي حيدر الشمالي؛ زادهٔ ۱۷ اوت ۱۹۸۳) بازیکن فوتبال اهل کویت بود.
از باشگاه‌هایی که در آن بازی کرده‌است می‌توان به باشگاه ورزشی القادسیه کویت اشاره کرد.
وی همچنین در تیم ملی فوتبال کویت بازی کرده‌است.